# Ehrenschild des Protektorats Böhmen und Mähren

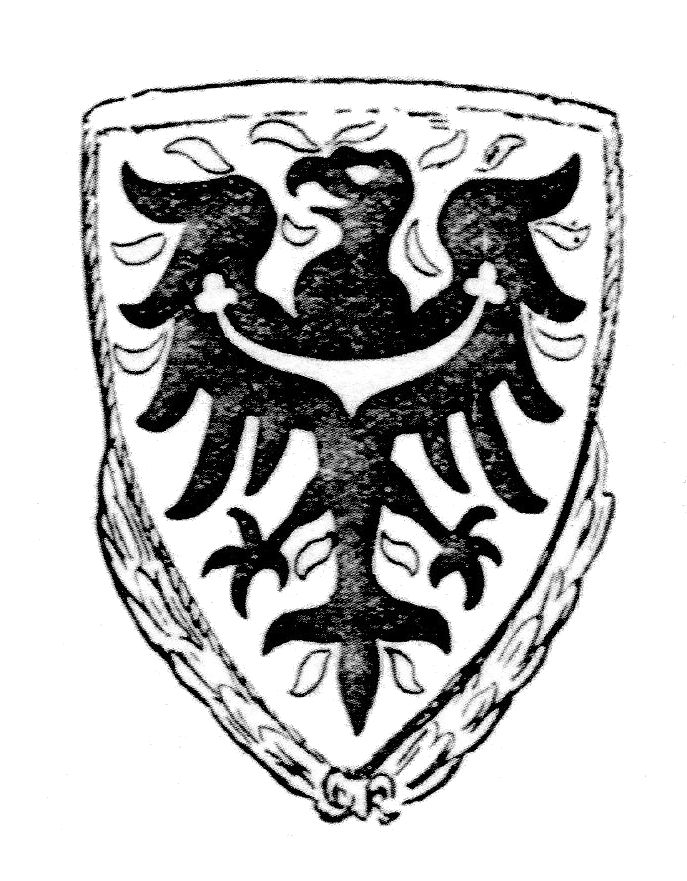
Ehrenschild des Protektorats Böhmen und Mähren

Der Ehrenschild des Protektorats Böhmen und Mähren mit dem Herzog-Wenzel-Adler, kurz auch Heiligen-Wenzels-Adler genannt, wurde am 4. Juni 1944, anlässlich des 2. Todestages von Reinhard Heydrich, vom SS-Obergruppenführer Karl Hermann Frank gestiftet. Erstmals wurde der Schild am 18. Juni 1944 an verdiente reichsdeutsche Angehörige des Protektorats Böhmen und Mähren verliehen. Der Ehrenschild, welcher in drei Stufen – einfach, silbern und golden – verliehen wurde, zeigt mittig das Wappentier Böhmens sowie den Wappenschild des Herzogs Wenzel, einen brennenden schwarzen Adler mit roten umlodernden Flammen. Der Schild in der silbernen und goldenen Stufe zeigt zusätzlich an der unteren Hälfte ein angesetztes gekreuztes Lorbeergebinde.
Nach dem Ende des Krieges wurden alle Träger dieses Abzeichens von tschechischen Gerichten als Kollaborateure verurteilt.